# Porthidium volcanicum
Espèce
Statut de conservation UICN

 DD  : Données insuffisantes
Porthidium volcanicum est une espèce de serpents de la famille des Viperidae.

## Répartition
Cette espèce est endémique du Costa Rica.

## Description
C'est un serpent venimeux.

## Publication originale
- Solórzano, 1995 : Una nueva especie de serpiente venenosa terrestre del genero Porthidium (Serpentes: Viperidae), del Suroeste de Costa Rica. Revista de Biología Tropical, vol. 42, p. 695-701.